# La Torre de Amargós
La Torre de Amargós es una localidad española del municipio leridano de San Esteban de la Sarga, en la comunidad autónoma de Cataluña.

## Historia
Hacia mediados del siglo XIX, el lugar, por entonces perteneciente al municipio de Alsamora, tenía contabilizada una población de 16 habitantes. La localidad aparece descrita en el decimoquinto volumen del Diccionario geográfico-estadístico-histórico de España y sus posesiones de Ultramar de Pascual Madoz de la siguiente manera:

TORRE DE AMARGOS (la): l. agregado al ayunt. de Alsamora, en la prov. de Lérida (18 horas), part. jud. de Tremp (8), aud. terr. y c. g. de Barcelona (44), dióc. de Seo de Urgel (22). sit. en una roca, con muy buena ventilacion y clima sano. Tiene 4 casas; una ant. torre medio derruida, y una capilla dedicada á la Virgen de la Concepcion, con pila bautismal y cementerio, la cual es aneja de la parr. de San Esteban de la Sarga, á cuya parr., que dista una hora, acuden los vecinos á oir misa: estos se surten de agua de una fuente escasa que hay á 1/2 hora denominada la Boixera. Confina el térm. por N. con Castisent; E. Castellnou de Montsech; S. el mismo y la Clua, y O. otra vez la Clua: se estiende 1/2 hora de N. á S. y 1/8 de E. á O. El terreno es montañoso, áspero, quebrado y árido, con muchos matorrales y poco arbolado. Los caminos son de travesia desde Clua á Castellnou de Montsech, de herradura y malo. prod.: trigo, centeno, vino y patatas; cria ganado cabrio. pobl.: 2 vec., 16 alm. riqueza imp.: 4,683 reales. contr. el 14'48 por 100 de esta riqueza.
(Madoz, 1849, pp. 63-64)

A finales del siglo XIX tenía 29 habitantes.

## Nota
1. ↑  El topónimo puede encontrarse citado con las grafías La Torre de Amargós[1][2] y La Torre d'Amargós.